# Acide 3-désoxy-D-manno-oct-2-ulosonique
Pour les articles homonymes, voir KDO.
L'acide 3-désoxy-D-manno-oct-2-ulosonique (KDO) est un acide ulosonique d'un 2-cétooctose utilisé par les bactéries pour la biosynthèse des lipopolysaccharides (LPS). Il entre notamment dans la composition du Kdo2-lipide A, un précurseur du LPS. L'infixe -D-manno- indique que les quatre centres chiraux ont la même configuration que le D-mannose.